# Những cuộc phiêu lưu của Tintin: Bông sen xanh
Bông sen xanh (tiếng Pháp: Le Lotus bleu) là tập thứ 5 trong loạt truyện Những cuộc phiêu lưu của Tintin của họa sĩ Bỉ Hergé. Tập truyện này được đăng lên tờ báo Bỉ Le Vingtième Siècle với mục dành cho thiếu nhi Le Petit Vingtième, Tập này được đăng hàng tuần từ tháng 8 năm 1934 đến tháng 10 năm 1935.